# Ronald Shusett
Ronald „Ron“ Shusett (* 28. Juni 1935 in Pittsburgh, Pennsylvania; † 29. August 2024) war ein US-amerikanischer Drehbuchautor und Filmproduzent. Er arbeitete vor allem an Science-Fiction-Filmen.

## Leben
Shusett wurde 1935 als eines von drei Kindern des Ehepaars David und Fanny Shusett in Pittsburgh geboren. Als er drei Jahre alt war, zog die Familie nach Los Angeles um. Shusetts Eltern ließen sich Anfang der 1950er Jahre scheiden. Sein jüngerer Bruder Gary Shusett (1941–2013) gründete in den frühen 1970er Jahren die Sherwood Oaks Film School und war gelegentlich als Filmproduzent tätig.
Shusett besuchte zwei Jahre die UCLA. Ab 1967 produzierte er kleinere Theaterinszenierungen und verfasste erste Drehbücher. Shusetts frühe Werke waren stark von Alfred Hitchcock, dem „Master of Suspense“, beeinflusst.
1974 lernte Shusett Dan O’Bannon kennen und tauschte sich mit ihm über verschiedene Drehbuchideen aus. Shusett präsentierte seine Idee für einen Film auf Basis von Philip K. Dicks Kurzgeschichte Erinnerungen en gros, aus der später das Drehbuch zu Die totale Erinnerung – Total Recall entstehen sollte. O’Bannon erläuterte Shusett seine Idee für einen Film um ein Weltraummonster, das zu diesem Zeitpunkt noch als Star Beast firmierte. Shusett hielt das zunächst für ein „gutes B-Movie“, konnte dann aber von O’Bannon überzeugt werden, das Drehbuch gemeinsam zu überarbeiten. So entstand die Vorlage zum Science-Fiction-Film Alien – Das unheimliche Wesen aus einer fremden Welt, der 1979 von Ridley Scott verfilmt wurde und ein erfolgreiches Franchise begründete. O’Bannon war dabei der eigentliche Verfasser des Drehbuchs, während Shusett einzelne Ideen und Szenarien beisteuerte und diese verknüpfte.
Danach arbeiteten Shusett und O’Bannon am Drehbuch von Die totale Erinnerung – Total Recall, für dessen Adaption Shusett 1976 eine Option erworben hatte. Der Film wurde erst 1990 von Paul Verhoeven mit Arnold Schwarzenegger in der Hauptrolle verfilmt. Shusett, O’Bannon und Gary Goldman waren für das Drehbuch bei der Saturn-Award-Verleihung 1991 in der Kategorie Bestes Drehbuch nominiert.
Nach Abschluss der Arbeiten an Total Recall begannen Shusett und Gary Goldman mit der Adaption von Der Minderheiten-Bericht, einer weiteren Kurzgeschichte von Philip K. Dick. Es entstanden drei Drehbuchentwürfe, aber letztlich blieb im finalen Drehbuch nicht genug von Shusetts Arbeit enthalten, so dass ihm ein Writing Credit verweigert wurde. Als Regisseur Steven Spielberg 2002 das Drehbuch schließlich als Minority Report verfilmte, wurde Shusett als Executive Producer genannt.
Das 2012 entstandene Remake Total Recall und das im gleichen Jahr gedrehte Alien-Prequel Prometheus – Dunkle Zeichen lehnte Shusett ab. Er erhielt zwar jeweils einen Writing Credit, da die Filme auf von ihm geschaffenen Ideen beruhten, war aber an der Umsetzung beider Filme nicht beteiligt.

## Filmografie (Auswahl)
Drehbuchautor
- 1974: Wahnsinn – 'W' (W)
- 1979: Alien – Das unheimliche Wesen aus einer fremden Welt (Alien)
- 1980: Phobia – Labyrinth der Angst (Phobia)
- 1981: Tot & begraben (Dead & Buried)
- 1983: Horror am Mill Creek (The Final Terror)
- 1986: King Kong lebt (King Kong lives)
- 1988: Nico (Above the Law)
- 1990: Die totale Erinnerung – Total Recall (Total Recall)
- 1992: Freejack – Geisel der Zukunft (Freejack)
- 1997: Hemoglobin (Bleeders)

Producer
- 1981: Tot & begraben (Dead & Buried)
- 1990: Die totale Erinnerung – Total Recall (Total Recall)
- 1992: Freejack – Geisel der Zukunft (Freejack)

Executive Producer
- 1979: Alien – Das unheimliche Wesen aus einer fremden Welt (Alien)
- 1986: King Kong lebt (King Kong lives)
- 2002: Minority Report